# Jérôme Pécresse
Pour les articles homonymes, voir Pécresse.
Jérôme Xavier Pécresse est un homme d'affaires français, né le 17 mars 1967 dans le  15e arrondissement de Paris. Il a été de 2011 à 2015 à la tête de la branche Renewable Power d'Alstom, puis le dernier haut dirigeant français de General Electric, ayant été à la tête de la branche Renewable Energy de GE de 2015 à 2023, issue d'Alstom Power.

## Biographie

### Famille
Né le 17 mars 1967, Jérôme Xavier Pécresse est le fils de Francis Pécresse, banquier, et de son épouse Marie-Édith Puget, enseignante (fille du général André Puget). Son frère Jean-Francis Pécresse est le directeur de Radio Classique, depuis le 1er mars 2018.
Le 6 août 1994, il épouse Valérie Roux, connue plus tard comme femme politique sous son nom d'épouse Valérie Pécresse. De cette union naissent trois enfants : Baptiste, Clément et Émilie,.
Il est joueur de bridge de compétition de haut niveau, étant classé dans le top 1 % des joueurs français.
En 2017, il participe au championnat du monde à Bourg-en-Bresse et atteint les 32èmes de finales.
En 2022, il soutient son épouse à l'élection présidentielle.

### Formation
Après des études au lycée Hoche de Versailles, il intègre l'École polytechnique, ; il devient ensuite ingénieur des ponts et chaussées (en 1991).

### Carrière
Jérôme Pécresse commence sa vie professionnelle au Crédit Suisse First Boston (CSFB) en 1992, dont il est collaborateur, vice-président puis directeur chargé des fusions-acquisitions.
En 1998, il entre chez Imétal devenu Imerys. Nommé responsable de la stratégie et du développement, il est ensuite directeur général adjoint finance et stratégie en 2002 ; directeur de la branche céramiques, réfractaires, abrasifs et filtration en 2006, puis directeur général délégué en 2008,.
En 2011, il est nommé président d'Alstom Renewable Power et vice-président exécutif d'Alstom, activité achetée en 2016 par General Electric et devenue GE Renewable Energy dont il est président-directeur général,. Il est le seul cadre de haut niveau du groupe Alstom à être resté aux commandes d'une ligne métier après le rachat des activités d'Alstom par General Electric[source insuffisante].
Début 2016, sa décision de supprimer 800 emplois chez General Electric dans la région où Valérie Pécresse, son épouse, « a fait de la lutte contre le chômage sa priorité » crée la polémique. En septembre 2022, General Electric annonce le départ prochain de Jérôme Pécresse de la société. Il quitte GE en mars 2023.
Le 5 septembre 2023, il est annoncé comme nouveau PDG des activités Aluminium de la société Rio Tinto.
Il aurait un patrimoine estimé à 5 millions d’euros.